# Gō Hayama
Gō Hayama (jap. 端山 豪 Hayama Gō; ur. 9 kwietnia 1993) – japoński piłkarz występujący na pozycji pomocnika. Obecnie występuje w Albirex Niigata.

## Kariera klubowa
Od 2013 roku występował w klubach Tokyo Verdy i Albirex Niigata.